# Sherry Wolf

Sherry Wolf (Brooklyn, Nova York, 4 maig de 1965) és una escriptora, feminista, activista LGBT i socialista dels Estats Units.

## Biografia
Wolf va créixer en Long Island, Nova York. Va estudiar filosofia a la Universitat del Nord-oest. A la universitat ella va sortir com lesbiana i es va convertir en socialista activa. És sotsdirectora d'International Socialist Review i coordinadora sindical de l'Associació Nord-americana de Professors Universitaris a la Universitat Rutgers.

## Escriptora
Wolf ha escrit el llibre Sexualitat i socialisme: història, política i teoria de l'alliberament LGBT, on analitza la història, política i teoria dels drets de LGBT d'una perspectiva feminista marxista i postmodernista. El llibre ha rebut dos crítiques positives i negatives en la premsa sueca i nord-americà.
Sobre qüestions de LGBT, imperialisme, esports, el conflicte entre Israel i Palestina, feminisme i política dels Estats Units, Wolf ha escrit articles de debat per The Nation, The Advocate, Counterpunch, Monthly Review, Dissident Voice, Socialist Worker, International Socialist Review y New Politics.

## Obres publicades
Llibres
- Sherry Wolf. Sexuality and Socialism: History, Politics, and Theory of LGBT Liberation (en anglès).  Chicago: Haymarket Books, 2009. ISBN 9781931859790.

Articles de premsa
- When Will the US Catch Up with Africa?, Counterpunch, 17 novembre 2006.
- Israel, the “lobby,” and the United States: The watchdog, not the master Arxivat 2018-10-19 a Wayback Machine., International Socialist Review, març-d'abril 2007.
- Ron Paul, Libertarianism, and the Freedom to Starve to Death, MRZine, 11 desembre 2007.
- Why The Left Must Reject Ron Paul, Dissident Voice, 13 desembre 2007.
- LGBT Political Cul-de-sac: Make a U-Turn, New Politics, 2009.
- Caster Semenya: The Idiocy of Sex Testing Arxivat 2018-07-14 a Wayback Machine., The Nation, 21 agost 2009.
- Leveling the playing field Arxivat 2015-11-22 a Wayback Machine., Socialist Worker, 27 maig 2010.
- Why are Liberals Building the Right?, CounterPunch, 11 octubre 2010.
- "America's Deepest Closet,"[Enllaç no actiu], The Nation, 27 juliol 2011.
- "What's So Gay About Apartheid?", The Advocate, 11 agost 2011.
- What's behind the rise of BDS?, International Socialist Review, 2014.

Entrevistes
- Entrevistamos Sherry Wolf, autora do livro "Sexualidade e Socialismo", Entrevista Diário, 28 juny 2015.
- "Real Socialism 101" - An interview with Sherry Wolf, International Socialist Organization Boston, 19 octubre 2009.
- Mosque debate heats up, Hardball with Chris Matthews, 23 agost 2010.
- Sherry Wolf: The Ruckus Over Israeli Apartheid Week, the Gay Center, and a Porn Star Arxivat 2016-03-07 a Wayback Machine., The Village Voice, 24 febrer 2011.
- Lesbian socialist: Do we really want to be part of 'traditional marriage'?, The Advocate, 26 juny 2015.
- Socialism and LGBT Liberation, Left Voice, 7 setembre 2015.
- Sexualität & Sozialismus, Klasse Gegen Klasse, 16 octubre 2015.